# Sainey Nyassi
Sainey Nyassi (Bwiam, 31 gennaio 1989) è un ex calciatore gambiano, di ruolo centrocampista.
È il fratello gemello di Sanna Nyassi, anch'egli calciatore.

## Carriera

### Club
Ha iniziato la sua carriera calcistica in Gambia, nel Gambia Ports Authority, squadra della GFA League First Division.
L'allenatore Steve Nicol ha mandato un osservatore a vedere Nyassi mentre giocava nella Coppa del Mondo FIFA U-20, e si è trasferito al club statunitense poco dopo i mondiali U-20 insieme al suo compagno di squadra Abdoulie Mansally, anche lui gambiano.
Fece il suo debutto nella MLS il 9 settembre 2007 in una partita contro il D.C. United come sostituto, giocando gli ultimi otto minuti sulla fascia destra. Ha fatto la sua prima partita da titolare il 29 marzo 2008 contro la Houston Dynamo segnando il suo primo gol. La partita è finita 3-0 per i Revs.

### Nazionale
Nyassi ha rappresentato due volte la sua nazione a livello giovanile. Ha giocato nel Gambia Under-17 nel 2005 per il campionato del mondo U-17, e nel Gambia Under-20 nel 2007 per il campionato del mondo Under-20.

## Statistiche

### Presenze e reti nei club
| Stagione               | Squadra                | Campionato             | Campionato | Campionato | Coppe nazionali | Coppe nazionali | Coppe nazionali | Coppe continentali | Coppe continentali | Coppe continentali | Altre coppe | Altre coppe | Altre coppe | Totale | Totale | Totale |
| Stagione               | Squadra                | Comp                   | Pres       | Reti       | Comp            | Pres            | Reti            | Comp               | Pres               | Reti               | Comp        | Pres        | Reti        | Pres   | Reti   |        |
| ---------------------- | ---------------------- | ---------------------- | ---------- | ---------- | --------------- | --------------- | --------------- | ------------------ | ------------------ | ------------------ | ----------- | ----------- | ----------- | ------ | ------ | ------ |
| 2007                   | N.E. Revolution        | MLS                    | 1          | 0          | -               | -               | -               | -                  | -                  | -                  | -           | -           | -           | 1      | 0      |        |
| 2008                   | N.E. Revolution        | MLS                    | 25+2       | 2+0        | USOC            | 0               | 0               | CCL                | 1                  | 0                  | SN          | 5           | 0           | 33     | 2      |        |
| 2009                   | N.E. Revolution        | MLS                    | 28+2       | 2+0        | USOC            | 1               | 0               | -                  | -                  | -                  | SN          | 4           | 0           | 35     | 2      |        |
| 2010                   | N.E. Revolution        | MLS                    | 28         | 3          | USOC            | 0               | 0               | -                  | -                  | -                  | SN          | 3           | 0           | 31     | 3      |        |
| 2011                   | N.E. Revolution        | MLS                    | 21         | 1          | USOC            | 0               | 0               | -                  | -                  | -                  | -           | -           | -           | 21     | 1      |        |
| 2012                   | N.E. Revolution        | MLS                    | 1          | 0          | -               | -               | -               | -                  | -                  | -                  | -           | -           | -           | 1      | 0      |        |
| mar.-mag. 2013         | N.E. Revolution        | MLS                    | 0          | 0          | -               | -               | -               | -                  | -                  | -                  | -           | -           | -           | 0      | 0      |        |
| Totale N.E. Revolution | Totale N.E. Revolution | Totale N.E. Revolution | 104+4      | 8          |                 | 1               | 0               |                    | 1                  | 0                  |             | 12          | 0           | 122    | 8      |        |
| 2013                   | D.C. United            | MLS                    | 14         | 0          | USOC            | 2               | 0               | -                  | -                  | -                  | -           | -           | -           | 16     | 0      |        |
| 2014                   | RoPS                   | VL                     | 19         | 4          | CF              | -               | -               | UEL                | 2                  | 0                  | -           | -           | -           | 21     | 4      |        |
| 2015                   | Edmonton               | NASL                   | 21         | 3          | CC              | 4               | 1               | -                  | -                  | -                  | -           | -           | -           | 25     | 4      |        |
| 2016                   | Edmonton               | NASL                   | 21+1       | 0          | CC              | 1               | 0               | -                  | -                  | -                  | -           | -           | -           | 23     | 0      |        |
| 2017                   | Edmonton               | NASL                   | 7          | 0          | CC              | 2               | 1               | -                  | -                  | -                  | -           | -           | -           | 9      | 1      |        |
| Totale Edmonton        | Totale Edmonton        | Totale Edmonton        | 49+1       | 3          |                 | 7               | 2               |                    | -                  | -                  |             | -           | -           | 57     | 5      |        |
| Totale carriera        | Totale carriera        | Totale carriera        | 191        | 15         |                 | 10              | 2               |                    | 3                  | 0                  |             | 12          | 0           | 216    | 17     |        |

### Cronologia presenze e reti in nazionale
| Cronologia completa delle presenze e delle reti in nazionale ― Gambia | Cronologia completa delle presenze e delle reti in nazionale ― Gambia | Cronologia completa delle presenze e delle reti in nazionale ― Gambia | Cronologia completa delle presenze e delle reti in nazionale ― Gambia | Cronologia completa delle presenze e delle reti in nazionale ― Gambia | Cronologia completa delle presenze e delle reti in nazionale ― Gambia | Cronologia completa delle presenze e delle reti in nazionale ― Gambia | Cronologia completa delle presenze e delle reti in nazionale ― Gambia |
| Data                                                                  | Città                                                                 | In casa                                                               | Risultato                                                             | Ospiti                                                                | Competizione                                                          | Reti                                                                  | Note                                                                  |
| --------------------------------------------------------------------- | --------------------------------------------------------------------- | --------------------------------------------------------------------- | --------------------------------------------------------------------- | --------------------------------------------------------------------- | --------------------------------------------------------------------- | --------------------------------------------------------------------- | --------------------------------------------------------------------- |
| 3-1-2010                                                              | Vila Real de Santo António                                            | Angola                                                                | 1 – 2                                                                 | Gambia                                                                | Amichevole                                                            | -                                                                     | 70’                                                                   |
| 9-1-2010                                                              | Tunisi                                                                | Tunisia                                                               | 1 – 2                                                                 | Gambia                                                                | Amichevole                                                            | 1                                                                     |                                                                       |
| 4-9-2010                                                              | Bakau                                                                 | Gambia                                                                | 3 – 1                                                                 | Namibia                                                               | Qual. Coppa d'Africa 2012                                             | 1                                                                     | 75’                                                                   |
| 9-10-2010                                                             | Ouagadougou                                                           | Burkina Faso                                                          | 3 – 1                                                                 | Gambia                                                                | Qual. Coppa d'Africa 2012                                             | -                                                                     |                                                                       |
| 6-9-2015                                                              | Bakau                                                                 | Gambia                                                                | 0 – 1                                                                 | Camerun                                                               | Qual. Coppa d'Africa 2017                                             | -                                                                     | 78’                                                                   |
| 13-10-2015                                                            | Windhoek                                                              | Namibia                                                               | 2 – 1                                                                 | Gambia                                                                | Qual. Mondiali 2018                                                   | -                                                                     | 46’ 54’                                                               |
| Totale                                                                |                                                                       | Presenze                                                              | 6                                                                     |                                                                       | Reti                                                                  | 2                                                                     |                                                                       |

## Palmarès

### Club

#### Competizioni nazionali
- Lamar Hunt U.S. Open Cup: 2

N.E. Revolution: 2007
D.C. United: 2013

#### Competizioni internazionali
- SuperLiga nordamericana: 1

N.E. Revolution: 2008